# Blücherstraße 25 (Mönchengladbach)

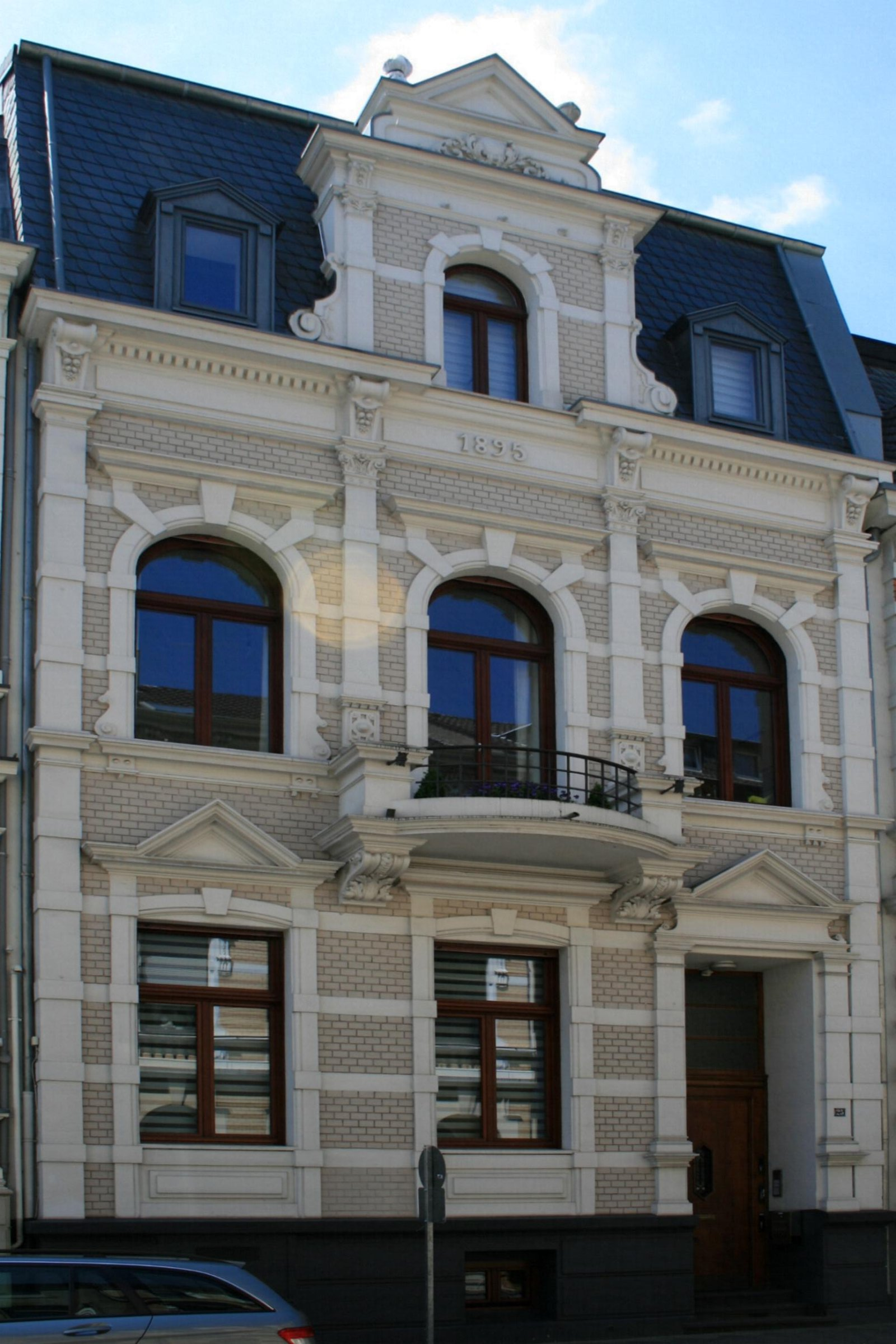
Wohnhaus (2010)

Das Wohnhaus Blücherstraße 25 steht in Mönchengladbach (Nordrhein-Westfalen).
Das Haus wurde in den 1930er Jahren erbaut. Es ist unter Nr. B 166 am 3. Dezember 2002 in die Denkmalliste der Stadt Mönchengladbach eingetragen worden.

## Architektur
Das Objekt liegt im nördlichen Teil der Blücherstraße unweit der Kaiser-Friedrich-Halle als zweigeschossiges, dreiachsiges Wohnhaus mit reich gegliederter Stuckfassade unter Mansarddach. Hauszugang in der rechten Achse. Im ersten Obergeschoss der mittleren Achse ein Balkon, darüber im Dachgeschoss ein Zwerchhaus mit inschriftlicher Datierung (1895) und flankierenden Satteldachgauben.
Im Zwerchhaus der einzige, annähernd original erhaltene Fensterrahmen. Fassadengliederung durch Blankziegelflächen und die Dominanz der horizontalen Bänderung aus Gesimsen, Putzstreifen und Verdachungen. Vertikale Gliederung durch Lisenen, um die die Gesimse verkröpft verlaufen. Im Erdgeschoss Fenster in Putzrahmung mit Segmentbogensturz, das Fenster links außen betont wie der Hauszugang rechts außen durch einen Dreiecksgiebel über architraviertem Gesims. Im ersten Obergeschoss Rundbogenfenster in Putzrahmung mit je drei Keilsteinen und Architrav, getrennt voneinander durch Lisenen, die über Konsolen das Hauptdachgesims ragen und in der mittleren Achse zum Zwerchhaus überleiten.